# Neuseeländische Botschaft in Berlin

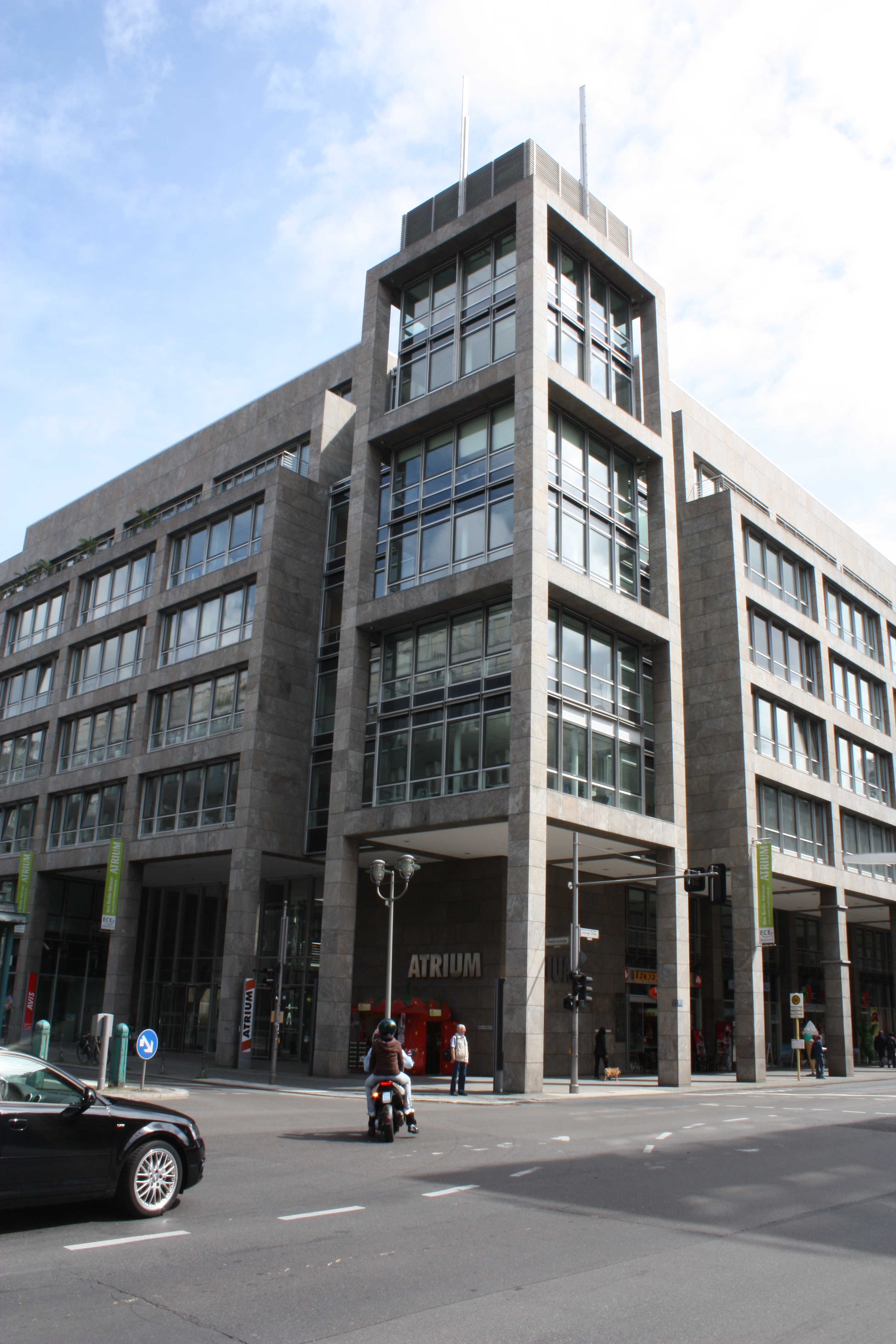
Botschaft in der Friedrichstraße 60 in Berlin-Mitte

Die neuseeländische Botschaft in Berlin ist die diplomatische Vertretung Neuseelands in der Bundesrepublik Deutschland Sie liegt in der Friedrichstraße 60 („Atrium“) im Ortsteil Mitte des gleichnamigen Bezirks. Die Botschaftsräume befinden sich in der vierten Etage
Botschafter ist seit dem 18. Juli 2022 Craig Hawke.

## Geschichte
Neuseeland und die Bundesrepublik Deutschland nahmen am 10. November 1953 diplomatische Beziehungen auf. Aufgrund des Umzugs von Parlament und Regierung nach Berlin verlegte die Botschaft nach der deutschen Wiedervereinigung ihren Sitz von Bonn nach Berlin.
Zwischen Neuseeland und der DDR gab es seit dem 31. Mai 1974 diplomatische Beziehungen. Sie bestanden bis zur deutschen Wiedervereinigung im Jahr 1990. Der neuseeländische Botschafter in Wien war in der DDR zweitakkreditiert.

## Botschafter
- 2010, 3. August: Howard Rider[4]
- 2014, 16. Juli: Peter Rodney Harris[5]
- 2018, 26. Januar: Rupert Holborow[6]
- 2022, 18. Juli: Craig Hawke[7]

## Aufgaben der Botschaft
Die Botschaft nimmt als diplomatische Vertretung die Interessen des Landes in Deutschland, Liechtenstein, der Schweiz und der Tschechischen Republik wahr und dient mit ihrer Handelsabteilung den bilateralen Wirtschaftsbeziehungen. Darüber bietet sie die üblichen konsularischen Dienste für Neuseeländer und Besucher aus diesen Ländern an.